# Opisthacantha striativentris
Opisthacantha striativentris är en stekelart som beskrevs av Charles Thomas Brues 1910. Opisthacantha striativentris ingår i släktet Opisthacantha och familjen Scelionidae. Inga underarter finns listade i Catalogue of Life.